# Discrimination pour précarité sociale en droit français
 (mai 2017).

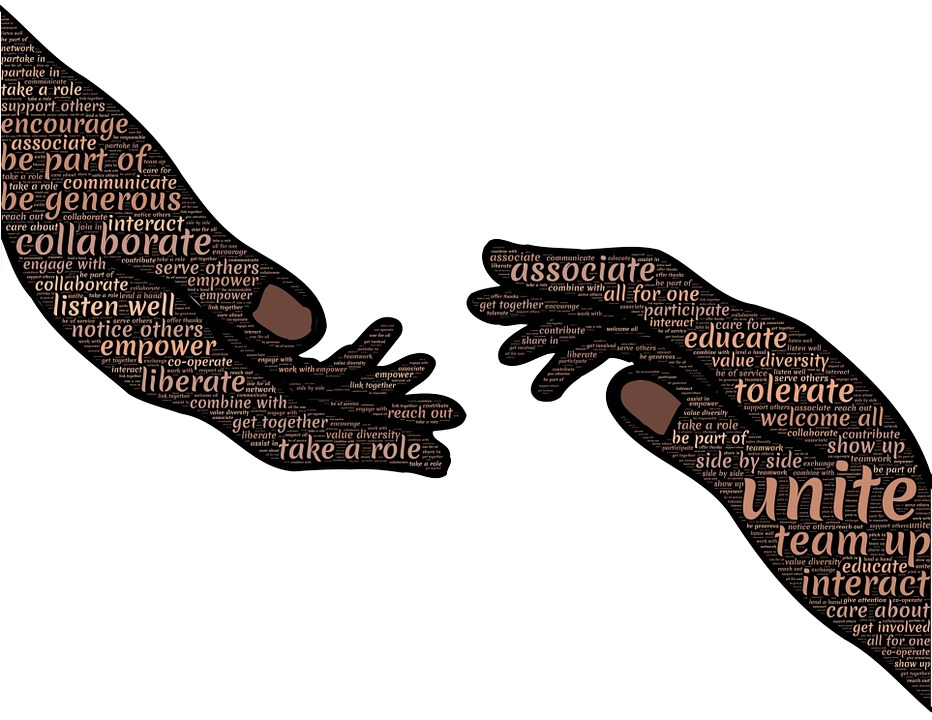
Image illustrant la solidarité.

En France, un 21e critère de discrimination a été ajouté dans le code pénal le 14 juin 2016 reconnaissant les discriminations pour cause de précarité sociale. La formulation retenue pour ce critère est celle de « particulière vulnérabilité résultant de sa situation économique, apparente ou connue de son auteur ». Cette reconnaissance a d'abord été impulsée par l'action d'une association ATD Quart monde, qui a mené des actions pour mettre en évidence son existence. Cette proposition arrive en lecture au Sénat le 31 mars 2015 par l'intermédiaire du sénateur Yannick Vaugrenard, pour y être finalement adoptée le 18 juin 2015. L'Assemblée nationale vote le texte le 24 juin 2016 et la modification de la loi paraît au Journal officiel le 25 juin 2016. 
Si l'ajout de ce 21e critère ouvre la voie à la reconnaissance des droits des pauvres, son application est encore difficile.

## Choix de la dénomination du critère

### De la « discrimination pour pauvreté »...
Au départ, l'association ATD Quart monde a proposé le terme de « pauvrophobie » pour qualifier la discrimination pour pauvreté. La pauvreté  est l'état attribué à une personne pauvre se caractérisant par le manque d'argent et de ressources. Le terme de « pauvrophobie » est le néologisme proposé par ATD Quart monde pour désigner la discrimination pour cause de précarité sociale, qui est elle-même l'absence des conditions et des sécurités permettant à une personne, à une famille, d'assumer pleinement ses responsabilités et de bénéficier de ses droits fondamentaux[réf. nécessaire]. Ce mot n'est pas encore reconnu officiellement, son entrée dans un dictionnaire est soumise à une utilisation plus large. Confortée par l'Académie française dans l'idée « qu'il n'y a pas de terme équivalent à raciste ou homophobe pour désigner qui a des préjugés de classe », ATD Quart monde entend aujourd'hui faire entrer le néologisme « pauvrophobie » dans le vocabulaire courant. « Pour qu'il intègre le dictionnaire, il faut 30 000 occurrences » note Typhaine Cornacchiari qui se réjouit déjà d'avoir entendu le journaliste Denis Robert ou encore l'animateur Mouloud Achour employer ce terme à la radio ou la télévision.

### ...à la « particulière vulnérabilité »
Aujourd'hui, la vulnérabilité économique est reconnue comme un critère de discrimination dans la législation française. Ce terme a été préféré à celui de « pauvrophobie » car ce dernier était trop récent. La vulnérabilité représente une fragilité matérielle ou morale à laquelle est exposé un individu, contrairement à la précarité qui met en avant l'absence de sécurité permettant aux personnes et aux familles d'assumer leurs responsabilités élémentaires et de jouir de leurs droits fondamentaux.   
Le travail de la commission des lois a consisté à redéfinir les termes de précarité sociale jugés trop subjectifs, pour apporter une garantie juridique et prévenir une éventuelle censure de ce texte de loi par le Conseil constitutionnel. Le terme de vulnérabilité, dont la définition légale existait déjà, a été choisi car il permet le fondement d'une discrimination fixant des limites positives plus larges qui viennent renforcer le pacte républicain affirmant les valeurs d'égalité, de fraternité, de solidarité.

## Diagnostic préalable à la reconnaissance de la discrimination pour pauvreté

### Stéréotypes et préjugés à propos des pauvres
Les pauvres sont victimes de stéréotypes et de préjugés par exemple : « les pauvres font tout pour toucher des aides », « Si l'on veut travailler, on trouve », « Les pauvres font des enfants pour toucher les aides », « Les pauvres sont des fraudeurs », « Les pauvres consomment beaucoup d'alcool, de tabac et de drogues », « les enfants des pauvres sont maltraités par leurs parents », « les pauvres creusent nos déficits » ; l'idée que la pauvreté coûte cher humainement et financièrement est largement répandue. « Les pauvres ne peuvent pas s'intégrer à la société », autre préjugé largement répandu selon lequel les personnes en situation de pauvreté partagent un ensemble de croyances, de valeurs et de comportements essentiellement négatifs qui les empêcheraient de s'intégrer dans la société. 
Un rapport du Conseil économique et social français, « Grande pauvreté et précarité économique et sociale », note que « [en milieu de pauvreté], on prend ses distances par rapport à la culture environnante perçue comme une agression, car elle révèle sans ménagements vos ignorances et incapacités ».

### Les actions menées pour déterminer les formes et manifestations de cette discrimination
L'association ATD Quart monde agit contre cette pauvrophobie en manifestant, en s'exprimant, en rassemblant des personnes qui partagent la même opinion et aussi des personnes directement concernées par ce type de discrimination. Avant d'agir, il lui faut d'abord obtenir des preuves en faisant des testings, afin de répertorier les différents cas de discrimination. 
On a pu relever dans les testings réalisés par ATD Quart monde différentes formes de discrimination pour précarité sociale :
- à l'embauche : une personne se faisant passer pour pauvre adresse son curriculum vitæ à un employeur, en concurrence avec une personne issue d'un milieu plus aisée, ce sera le CV de cette dernière qui sera retenu ; un employeur hésite à embaucher un homme ou une femme précaire pour de simples considérations vestimentaires ;
- pour l'accès au logement : un propriétaire refuse de louer son appartement à un pauvre le soupçonnant de façon injustifiée de ne pas être capable de payer ;
- dans la rue : les passants s’écartent lorsqu’ils croisent un SDF[6].

## Les grandes étapes de la modification de la loi française

### De l'action d'une association au rapport d'un sénateur
L'association ATD Quart monde a porté le sujet devant le Défenseur des droits en 2010. Deux ans après, en 2012, l'association a obtenu une instance devant la Commission nationale consultative des droits de l'homme (CNCDH). En 2013, les résultats de testing de l'association ont prouvé l'existence de discriminations pour cause de précarité sociale. Le sénateur Yannick Vaugrenard s’est saisi du sujet en proposant un texte de loi en 2015 au Sénat.

### Le parcours de la loi au parlement
Le texte vise à inscrire un 21e critère de discrimination, fondé sur la précarité sociale, dans le droit pénal français, ainsi que dans le code du travail et dans la loi n° 2008-496 du 27 mai 2008 portant diverses dispositions d’adaptation au droit communautaire dans le domaine de la lutte contre les discriminations.
Cette proposition de loi a été déposée au Sénat par Yannick Vaugrenard (sénateur PS de Loire-Atlantique depuis 2011) et plusieurs de ses collègues, le 31 mars 2015.
Constatant, d'après l'INSEE, que la pauvreté touche 8,7 millions de personnes en France - soit 14,3 % de la population - dont 3 millions d'enfants, soit un enfant sur deux, dans les zones urbaines sensibles, les auteurs de cette proposition de loi souhaitent « prendre ce problème à bras le corps, afin d'organiser la lutte contre la pauvreté ».
Ils rappellent, en s'appuyant sur le rapport de Yannick Vaugrenard au nom de la délégation à la prospective du Sénat dans Comment enrayer le cycle de la pauvreté ? Osons la fraternité ! (février 2014), que les personnes pauvres sont quotidiennement confrontées à des situations discriminantes.
Ils proposent en conséquence, afin de lutter le plus efficacement possible contre ces cas de discrimination à l'égard des personnes pauvres, que soit créée la notion de discrimination à raison de la précarité sociale. Dans un article unique, ils proposent d'ajouter le critère de "précarité sociale" :
- dans le code pénal ;
- dans le code du travail ;
- dans la loi no 208-496 du 27 mai 2008 portant diverses dispositions d'adaptation du droit communautaire dans le domaine de la lutte contre les discriminations ;
- dans la loi du 29 juillet 1881 sur la liberté de la presse (non retenu par le sénat parce que les commentaires malveillants à l’encontre des personnes en situation de précarité sont déjà réprimés par le délit d’injure).

Ils espèrent ainsi que « cette reconnaissance [sera] une manière forte d'adresser un message de vraie considération et de fraternité à toutes celles et tous ceux, nombreux dans notre pays, qui se sentent mis de côté en raison de précarité sociale ».

#### Au Sénat
La proposition de loi no 114 (2014-2015) est adoptée en première lecture par le Sénat le 18 juin 2015. Voici le compte-rendu de la séance au Sénat du 18 juin 2015 :  
« Cette loi ne doit donc pas seulement constituer un simple étendard que l’on brandirait pour se donner bonne conscience. Il s’agit bel et bien de nous doter d’un nouvel arsenal juridique qui devra donner lieu à des peines, afin qu’il puisse pleinement jouer son rôle de sanction, mais aussi de dissuasion des comportements qui s’écarteraient de la norme. »
« Car c’est bien de cela qu’il s’agit en définitive : ériger un point de repère, une norme permettant à chacun de prendre conscience que notre société ne peut plus se permettre de considérer la pauvreté et l’exclusion sociale comme une fatalité contre laquelle il est inutile de se battre. Il s’agit de prendre conscience collectivement que nous participons à créer et à renforcer l’exclusion sociale et que nous en sommes donc en quelque sorte tous responsables. »
« Il s’agit de faire évoluer et élever notre conscience collective afin d’éviter que l’individualisme ne prenne le pas sur le sens du collectif. Car la solidarité, le Président de la République lui-même l’a rappelé à plusieurs reprises, ce n’est pas un supplément d’âme, mais ce lien invisible qui nous protège collectivement. C’est en réalité ce que nous avons de plus précieux, ce qui nous fait nous sentir plus forts, ce qui nous donne confiance dans l’avenir et ce qui fait notre capacité collective à rester unis », continue Ségolène Neuville. 
Didier Mandelli prend alors la parole, rejoint les propos de la secrétaire d'État puis déclare que 37 % des chômeurs se déclaraient victimes d’une discrimination à l’embauche. Par ailleurs, il est divisé sur l'utilité d'introduire ce vingt-et-unième critère de discrimination, aura-t-il un impact ? « Mener une réflexion globale sur l’origine des discriminations, leurs manifestations et leurs traitements paraît plus judicieux que d’accumuler les critères de discrimination pénalement répréhensibles » Il conclut en disant que le groupe des Républicains s'abstiendra sur cette proposition de loi.
Esther Benbassa souligne que le fait d'être pauvre n'est pas un problème économique, c’est aussi un phénomène multidimensionnel qui englobe le manque de revenus et l’inexistence des capacités de base nécessaires pour vivre dans la dignité. « La discrimination et l’exclusion sont parmi les principales causes et conséquences de la pauvreté. Les femmes, les enfants, les personnes âgées, les personnes handicapées, les migrants, les réfugiés, les demandeurs d’asile et les personnes vivant avec le VIH sont les catégories les plus exposées à l’extrême pauvreté et aux discriminations qui en découlent. Celles-ci contribuent à aggraver leur situation et à accroître leur exclusion sociale. » Elle cite même un exemple : « Des enfants interdits de cantine parce que leurs parents sont chômeurs, des médecins qui n’accordent pas de rendez-vous à des malades parce qu’ils sont bénéficiaires de la CMU, des CV ignorés parce que le postulant vit dans un centre d’hébergement : voilà ce qu’est être discriminé parce qu’on est pauvre !. » Elle salue l'initiative de Yannick Vaugrenard et approuve la proposition de loi.
La question sur l'efficacité de ce vingt-et-unième critère de discrimination se pose. En effet, la plupart des personnes qui en sont victimes ne réclament pas leurs droits comme l'a déclaré Cécile Cukierman. Elle soutient tout de même la proposition même si pour elle, elle ne suffira pas à stopper la précarité sociale. François Fortassin approuve également : « La lutte contre la précarité constitue un devoir moral de tout élu, quelle que soit sa sensibilité. » « C’est aussi un devoir légal », ajoute-t-il. Nicole Duranton conclut en disant que le terme de pauvrophobie n'est pas assez précis pour cette discrimination, pour elle, il s'agit de la précarité sociale. Michelle Meunier déclare : « Inscrire dans la loi l’interdiction de toute forme de discrimination liée à la situation économique et sociale de la personne constitue un geste fort. Une telle démarche s’appuie sur des situations vécues qui témoignent du caractère indigne de comportements qu’il convient donc de sanctionner et d’interdire. Même s’il ne sera pas toujours aisé de démontrer la volonté de nuire de l’auteur d’une discrimination et donc de le poursuivre – comme c’est le cas, aujourd’hui, pour les autres types de discriminations –, l’ajout du critère de "vulnérabilité sociale" au fondement d’une discrimination fixe des limites positives qui viennent renforcer le pacte républicain. »

#### À l'Assemblée nationale

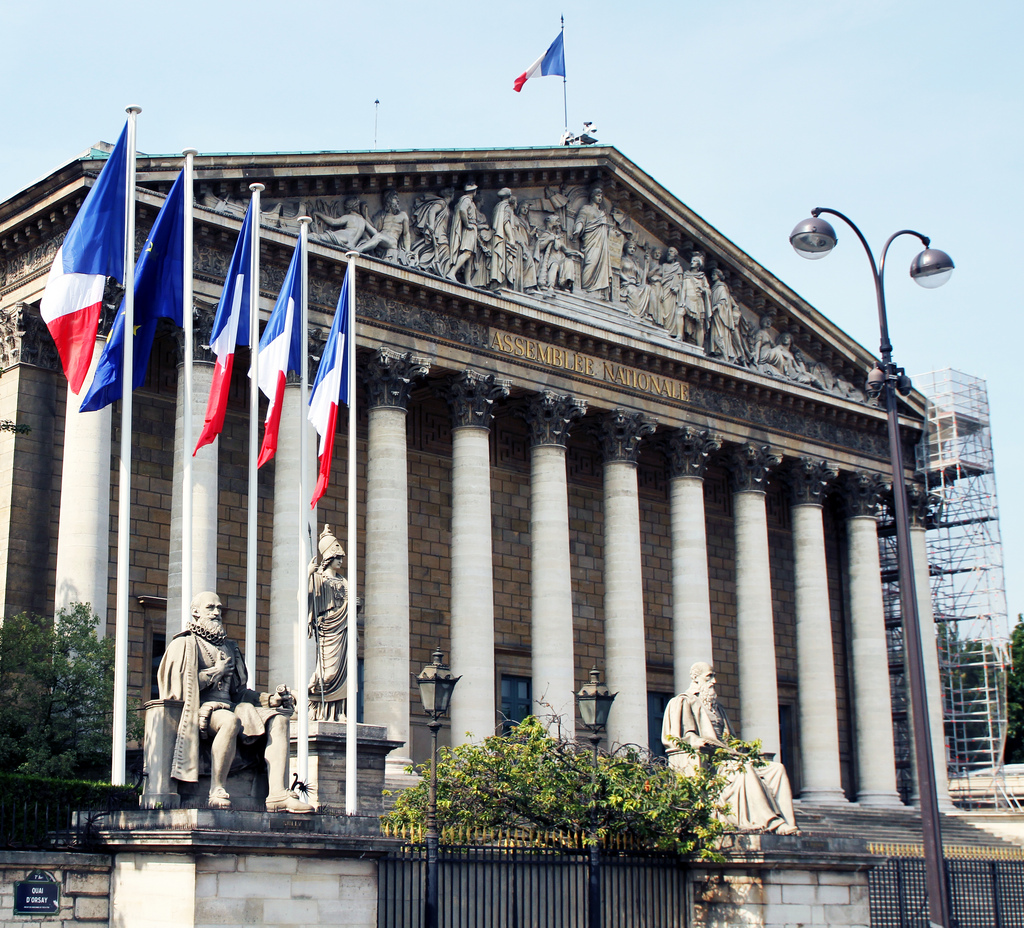
L'Assemblée nationale.

Le texte no 2885 est transmis à l'Assemblée nationale le 18 juin 2015. Lors de la discussion du projet de loi à l'Assemblée nationale, Mme Ségolène Neuville, secrétaire d’État chargée des personnes handicapées et de la lutte contre l’exclusion, insiste sur le fait que les personnes victimes de précarité sociale ne devraient pas se sentir rejetées et avoir confiance en elles. Elle conclut en disant qu'elle approuve la loi.
Par le vote de cette proposition de loi, qui n’a pas rencontré d’opposition lors de son examen en commission des lois, l’Assemblée nationale promeut une nouvelle fois, selon le mot de Voltaire, « ce commencement de fraternité qui s’appelle la tolérance », conclut Michel Ménard, rapporteur de la commission des lois constitutionnelles lors de la deuxième séance du mardi 14 juin 2016.

## L'application de la loi

### Ce que la loi sur la discrimination pour précarité sociale permet
En France, la pauvreté touche un nombre considérable, 8,9 millions de citoyens[réf. nécessaire], et les personnes en situation de pauvreté font l’objet d’une importante stigmatisation. 
Les personnes en situation précaire ont en effet du mal à faire respecter leurs droits ou même n'osent tout simplement pas les faire valoir. Il s’agit donc de permettre un exercice effectif de la reconnaissance des droits par les personnes en situation de précarité.
Cette loi permet de porter plainte. La discrimination en raison de critères sociaux est extrêmement humiliante pour ceux qui en sont victimes. Une personne qui est l'objet d'une discrimination pour précarité sociale pourra porter plainte et la personne qui a discriminé pourra être condamnée comme toute personne auteur d'une discrimination reconnue par la loi. Cette personne est passible de 3 ans de prison et 45 000 euros d'amende.
Elle permet aussi d'avancer vers l'égalité des droits. Cette loi vise à redonner confiance à celles et à ceux qui ont perdu espoir, afin qu’ils sachent que le droit peut être de leur côté, qu’il leur est possible de demander un logement, un emploi, une place en crèche, dans les mêmes conditions que les autres.

### Difficultés d'application
La proposition de loi offre donc une protection bienvenue. Néanmoins, il faut signaler que peu de plaintes pour discrimination connaissent une issue satisfaisante, tant le chemin est semé d’embûches et de difficultés. 
Yannick Vaugrenard l’a clairement expliqué : souvent, les personnes en grande difficulté ne font pas usage des droits qui leur sont reconnus. Inscrire dans la loi le critère de la discrimination à raison de la pauvreté est un message symbolique bien bâti, envoyé à la société, aux responsables politiques, aux institutions, à l'ensemble des salariés et à la communauté du monde du travail pour faire respecter le statut des personnes précaires et sans emploi en stoppant les discours négatifs qui les frappent au cœur afin de respecter leurs droits.
Bien que la loi ait une portée symbolique, elle reste un outil précieux qui doit être utilisé. À cet égard, depuis l’adoption de la loi pénalisant les discriminations fondées sur la « particulière vulnérabilité résultant de la situation économique » de la personne, le Défenseur des droits a eu l’occasion de se référer à ce nouveau critère à maintes reprises pour condamner des comportements discriminants (10 cas environ en avril 2019 depuis l’adoption de la loi). La discrimination pour précarité sociale se retrouve principalement dans le cadre de discriminations inter-sectionnelles et a pour conséquences négatives le non-accès à des droits, tels que le droit à la santé (refus de soin), à l’éducation ou encore au logement, etc. 